# Эдип (Еврипид)
«Эдип» (др.-греч. Οἰδίπους) — трагедия древнегреческого драматурга Еврипида (V век до н. э.), сюжет которой связан с фиванскими мифами. Текст пьесы утрачен за исключением ряда небольших отрывков (фрг. 539—556a Snell). Заглавный герой — мифологический персонаж, царь Фив, который узнаёт, что по неведению убил собственного отца и женился на матери.
Дата написания и постановки «Эдипа» неизвестна, но по итогам текстологического анализа сохранившихся отрывков исследователи полагают, что эта пьеса была написана после 419 года до н. э. (скорее всего, после 415 года до н. э.).
Тот же сюжет использовали прежде Эсхил (трагедия «Эдип») и Софокл (трагедия «Царь Эдип»). «Эдипа» Еврипида пародирует Аристофан в комедии «Лягушки».